# ニジネカムスク市電
ニジネカムスク市電（ロシア語: Нижнекамский трамвай）は、ロシア連邦・タタールスタン共和国の都市であるニジネカムスク市内を走る路面電車。2020年現在はニジネカムスク市が所有する単一企業体（МУП）であるゴルエレクトロトランスポート（Горэлектротранспорт、ГЭТ）によって運営されている。

## 概要
ロシア連邦・タタールスタン共和国の工業都市であるニジネカムスクは、ソビエト連邦（ソ連）時代の1960年代に開発が始まった計画都市で、ニジネカムスク市電は市内中心部や住宅地と工業地帯を結ぶ公共交通機関として導入が決定した路面電車である。1967年に最初の路線が開通し、翌1968年に市内中心部への延伸が行われて以降、工業地帯の発展に合わせてニジネカムスク市電の路線規模は拡大を続け、ソビエト連邦の崩壊後も車両や車庫の近代化に加え、各工場からの要望に応じた延伸が継続して実施されている。2020年時点の路線網は営業キロ64 km・7系統にも及び、1日の利用客数は4万人を記録している。
市電を運営するゴルエレクトロトランスポートは定時制や運転技術を始めとした高い評価を受けており、タタールスタン共和国の路面電車運営組織の中でも優秀な企業として多数の賞を獲得している。また、2020年時点の全従業員数495人のうち324人が女性であるのも特徴で、2011年と2015年には同社に所属する女性運転士がロシア全体の優秀な路面電車運転士を決めるコンテスト（Всероссийский конкурс профессионального мастерства водителей трамвая）で優勝している。

## 運行
2023年現在、ニジネカムスク市電では以下の6系統が運行している。そのうち3系統（1・5・8号線）は住宅地と工業地帯を結び、接続する工場の就業時間に基づいたダイヤが組まれている一方、3系統（2・6・7号線）はニジネカムスクの市内中心部に路線網を有しており、一部列車は連結運転も行われる。また、ニジネカムスク市電では2号線と同じ経路を用い、糖尿病の予防を促進する「健康路面電車（трамвай здоровья）」や後述する動態保存列車の運行も実施している。運賃は事前に乗車券を購入した際は20ルーブル、車内での半券購入時は22ルーブルで、企業向けの1ヶ月分の定期券（1,200ルーブル）も展開されている。無賃乗車などの不正行為が発覚した際は300ルーブルの罰金が科せられる。
下記の路線以外に、1972年以降3号線（Лесная - Шинный завод、営業キロ17.6 km）が存在し、晩年は平日のみ運行していたが、沿線の工場閉鎖に伴い2022年6月30日をもって廃止されている。
| 系統番号 | 起点            | 終点            | 営業キロ | 備考                                         |
| -------- | --------------- | --------------- | -------- | -------------------------------------------- |
| 1        | Лесная          | ТЭЦ-1           | 14.3km   |                                              |
| 2        | Трамвайное депо | Красный Ключ    | 9.2km    | 市内系統 一部列車は連結運転（2両編成）を実施 |
| 5        | Лесная          | ТЭЦ-2           | 18.2km   | 早朝1往復、午後1往復のみ運行                 |
| 6        | Лесная          | Трамвайное депо | 7.8km    | 市内系統 一部列車は連結運転（2両編成）を実施 |
| 7        | Лесная          | БСИ             | 8.5km    | 市内系統                                     |
| 8        | Красный Ключ    | БСИ             | 11.9km   | 早朝1往復、午後1往復のみ運行                 |

## 車両

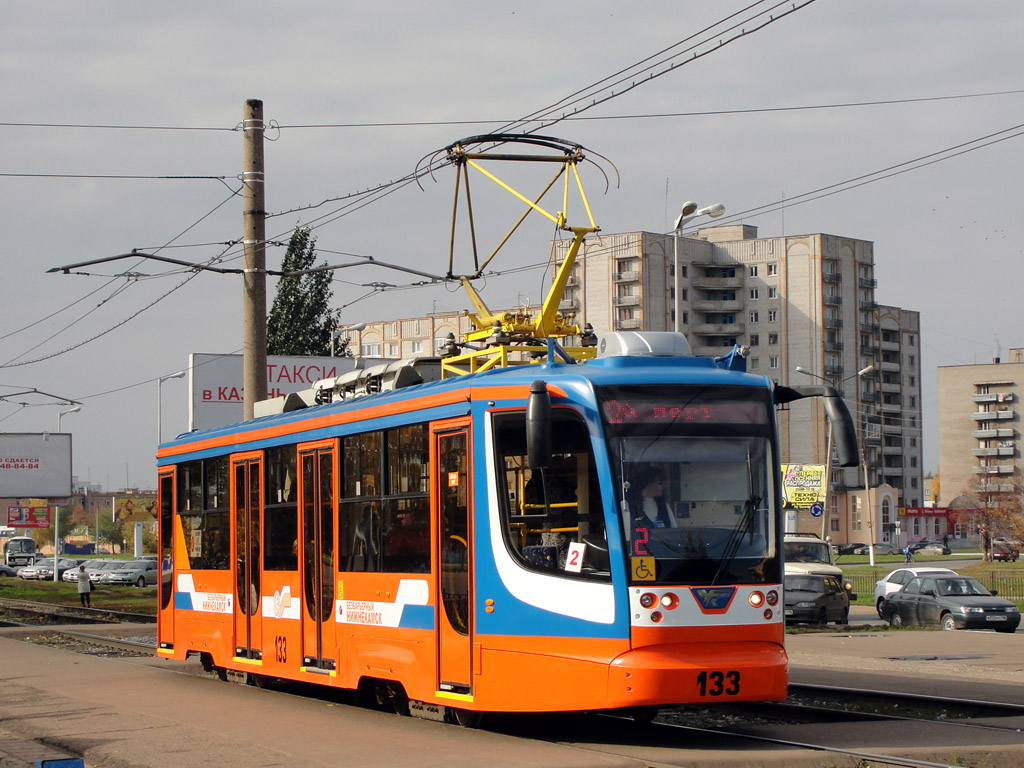
71-623（2011年撮影）

2020年現在、ニジネカムスク市電に在籍する営業用車両は以下の通りである。全車ともウスチ＝カタフに本社を置くウスチ＝カタフスキー車両製造工場製の車両となっている。これらに加えて、開業時に導入されたRVZ-6M（リガ車両製作工場製）とほぼ同型の車両（RVZ-6M2）を2016年にカザン市電から2両譲受しており、1両は静態保存されている一方、もう1両は2017年から定期的な動態保存運転を行っている。
| 主要諸元 | 主要諸元 | 主要諸元 | 主要諸元 | 主要諸元 | 主要諸元 | 主要諸元   | 主要諸元 | 主要諸元 | 主要諸元              | 主要諸元               | 主要諸元          |
| 形式名   | 両数     | 導入初年 | 全長     | 全幅     | 全高     | 台車間距離 | 重量     | 定員     | 定員                  | 定員                   | 備考・参考        |
| 形式名   | 両数     | 導入初年 | 全長     | 全幅     | 全高     | 台車間距離 | 重量     | 着席     | 立席 (乗客密度5人/m2) | 最大 (乗客密度10人/m2) | 備考・参考        |
| -------- | -------- | -------- | -------- | -------- | -------- | ---------- | -------- | -------- | --------------------- | ---------------------- | ----------------- |
| 71-605   | 47両     | 1975     | 15,094mm | 2,568mm  | 3,128mm  | 7,500mm    | 18.65t   | 35人     | 88人                  | 211人                  | [ 3 ] [ 4 ] [ 5 ] |
| 71-608   | 8両      | 1998     | 15,210mm | 2,622mm  | 3,090mm  | 7,350mm    | 19.99t   | 32人     | 103人                 | 196人                  | [ 3 ] [ 4 ]       |
| 71-619   | 8両      | 2004     | 15,400mm | 2,500mm  | 3,160mm  | 7,350mm    | 20.00t   | 30人     | 96人                  | 184人                  | [ 3 ] [ 4 ]       |
| 71-623   | 8両      | 2010     | 16,400mm | 2,500mm  | 3,350mm  | 7,500mm    | 22.00t   | 26人     | 101人                 | 187人                  | 部分超低床電車    |

## 今後の計画
ゴルエレクトロトランスポートでは、郊外の製油所や化学コンビナートの新設に加え、環境意識の高まりによって路面電車の重要性が更に高まっている事を受け、ニジネカムスク南部の全長12 kmの路線延伸や車庫・変電所の新設などの近代化を計画している。2010年代以降導入が進むバリアフリーに適した超低床電車はその一環である。